# Ankita Lokhande
Ankita Lokhande, née le 19 décembre 1984 à Indore en Inde, est une actrice indienne de cinéma et de télévision. 
Elle a fait ses débuts à la télévision en 2009 sur Zee TV avec le soap opera Pavitra Rishta, qui a fait d' elle l'une des actrices les mieux payées en Inde,. Cela a été suivi de sa participation à l'émission de télé-réalité Jhalak Dikhhla Jaa (Saison 4). Elle fait ses débuts à Bollywood avec le rôle de Jhalkaribai dans le film d'époque Manikarnika: La reine de Jhansi (2019)

## Biographie

### Jeunesse
Ankita Lokhande est née à Indore , en Inde, dans une famille maharashtrienne. Son père, Shashikant Lokhande, est banquier et sa mère, Vandana Pandis Lokhande, est femme au foyer et enseignante. Elle a un frère cadet et une sœur, Sooraj Lokhande et Jyoti Lokhande. Ankita a toujours été passionnée par le jeu d'acteur. Après avoir obtenu son diplôme d'école et d'université, en 2005, elle quitte Indore et s'installe à Mumbai pour devenir actrice. Ankita était une joueuse de badminton au niveau de l'État dans sa vie universitaire

## Carrière
Lokhande a commencé sa carrière à la télévision en 2006 en tant que participante à l’émission de téléréalité Idea Zee Cinestars . En 2009, elle a commencé à travailler pour la série dramatique romantique de Ekta Kapoor , Pavitra Rishta. Elle a joué le double rôle d'Archana et d'Ankita dans le spectacle jusqu'à sa conclusion en 2014.  En raison de l'immense popularité du spectacle, Lokhande est devenue un nom familier.
En 2011, elle a participé à l'émission de télé-réalité Jhalak Dikhhla Jaa, basée sur la danse, Season 4. La même année, elle a également participé à une autre émission de téléréalité, Comedy Circus , avec Kapil Sharma.
En 2013, elle fait partie de la mini-série Ek Thhi Naayka , créée par Ekta Kapoor pour la promotion de son film Ek Thi Daayan dans lequel elle jouait le rôle de Pragya. 
En 2016, selon certaines rumeurs, elle ferait partie du film historique Padmaavat de Sanjay Leela Bhansali. Cependant, elle a choisi de ne pas participer au projet car elle pensait qu'elle n'était pas prête pour un premier film. En 2017, il a été rapporté que Lokhande avait été signé pour le prochain film du réalisateur Girish Malik, Torbaaz, en face de Sanjay Dutt. Plus tard, Malik a nié cette nouvelle et a déclaré qu'à l'exception de Sanjay Dutt, personne d'autre n'a été signé ni même approché. 
Après une pause de quatre ans, elle fait ses débuts au cinéma dans le film épique Manikarnika: La reine de Jhansi , dans laquelle elle incarne la guerrière Jhalkaribai.

## Filmographie

### Télévision
| Année     | Spectacle                     | Personnage                                                          | chaine                        |
| --------- | ----------------------------- | ------------------------------------------------------------------- | ----------------------------- |
| 2009–2014 | Pavitra Rishta                | Archana Manav Deshmukh / Ankita Karmarkar                           | Zee TV                        |
| 2011      | Jhalak Dikhhla Jaa (Season 4) | Participant; Partenaire Sushant Singh Rajput                        | Couleur TV                    |
| 2011      | Comedy Circus                 | Participant; Partenaire Kapil Sharma                                | Sony Entertainment Television |
| 2013      | Ek Thhi Naayka                | Pragya                                                              | Life OK                       |
| 2018      | Shakti - Astitva Ke Ehsaas Ki | Danseur à l'occasion de Ganesh Chaturthi le 17 et 18 septembre 2018 | Couleur TV                    |

### Cinéma
| Année | Film                             | Role        | Notes | Ref          |
| ----- | -------------------------------- | ----------- | ----- | ------------ |
| 2019  | Manikarnika: The Queen of Jhansi | Jhalkaribai |       | [ 12 ]       |
| 2020  | Baaghi 3                         | Ruchi       |       | lien_réf_ici |